# Ікеда Теруката
Ікеда Теруката (池田輝方, 4 січня 1883 — 6 травня 1921) — японський художник періодів Мейджі і Тайшьо. Чоловік японської художниці Ікеда Шьоен. Справжнє ім'я — Шьошіро Ікеда.
Народився у Чюо-ку, Токіо, у сім'ї теслі. У 12 років почав навчатися у Тошіката Мідзуно. У 1899-му році переїхав у Окаяма, але через рік знову повернувся до Токіо і продовжив навчання у Тошіката. У 1901-му році приєднався до мистецького угруповування під назвою "уґокай" (烏合会), сформованого учнями Тошіката та інших тогочасних майстрів, Цукіока Йошітоші та Оґата Ґекко. Дружив з Кабуракі Кійоката.
У 1983-му Ікеда заручився з Сакакібара Шьоен (після одруження — Ікеда Шьоен), яка іноді позувала для його робіт. У 1907-му році навчався у Каваї Ґьокудо. Того ж року Ікеда сам давав уроки японського живопису французькому митцю Поля Жакуле, який цікавився укійо-е. У 1917-му році разом з дружиною працював над ілюстраціями для Токуда Шюсей та Косуґі Тенґай. Пізніше також малював для журналів, газет та створював фротиспіси.
Після смерті дружини у 1917-му році почав зловживати алкоголем. Помер Ікеда від легеневої хвороби. Його могила знаходиться на цвинтарі Янака в районі Тайто, Токіо.